# 伊斯的利亞龍屬
伊斯的利亞龍屬（學名：Histriasaurus）是蜥腳下目恐龍的一屬，生存於白堊紀（豪特裡維階至巴列姆階），距今約1億3000萬年前。化石發現於克羅埃西亞的伊斯特拉半島。根據早期說法，伊斯的利亞龍屬於梁龍超科，與雷巴齊斯龍是近親，但更為原始。根據近年的兩個研究，伊斯的利亞龍是雷巴齊斯龍科的最原始物種
模式種是博氏伊斯的利亞龍（H. boscarollii），是在1998年由達拉·維齊亞（Dalla Vecchi）描述、命名。屬名意為「伊斯特拉蜥蜴」，以化石發現地為名；種名則是以發現挖掘地點的Darío Boscarolli為名。雖然有些學者認為伊斯的利亞龍是疑名，但近期的研究支持原有的分類。

## 外部連結
- Histriasaurus at Dinosauria On-Line
- Histriasaurus at the Paleobiology Database （页面存档备份，存于）